# Chaitoregma tattakana
Chaitoregma tattakana är en insektsart som först beskrevs av Takahashi, R. 1925.  Chaitoregma tattakana ingår i släktet Chaitoregma och familjen långrörsbladlöss.

## Underarter
Arten delas in i följande underarter:
- C. t. tattakana
- C. t. suishana